# Gambusia sexradiata
Gambusia sexradiata és un peix de la família dels pecílids i de l'ordre dels ciprinodontiformes.

## Distribució geogràfica
Es troba a Belize, Guatemala i Mèxic.